# Lilja Dögg Alfreðsdóttir

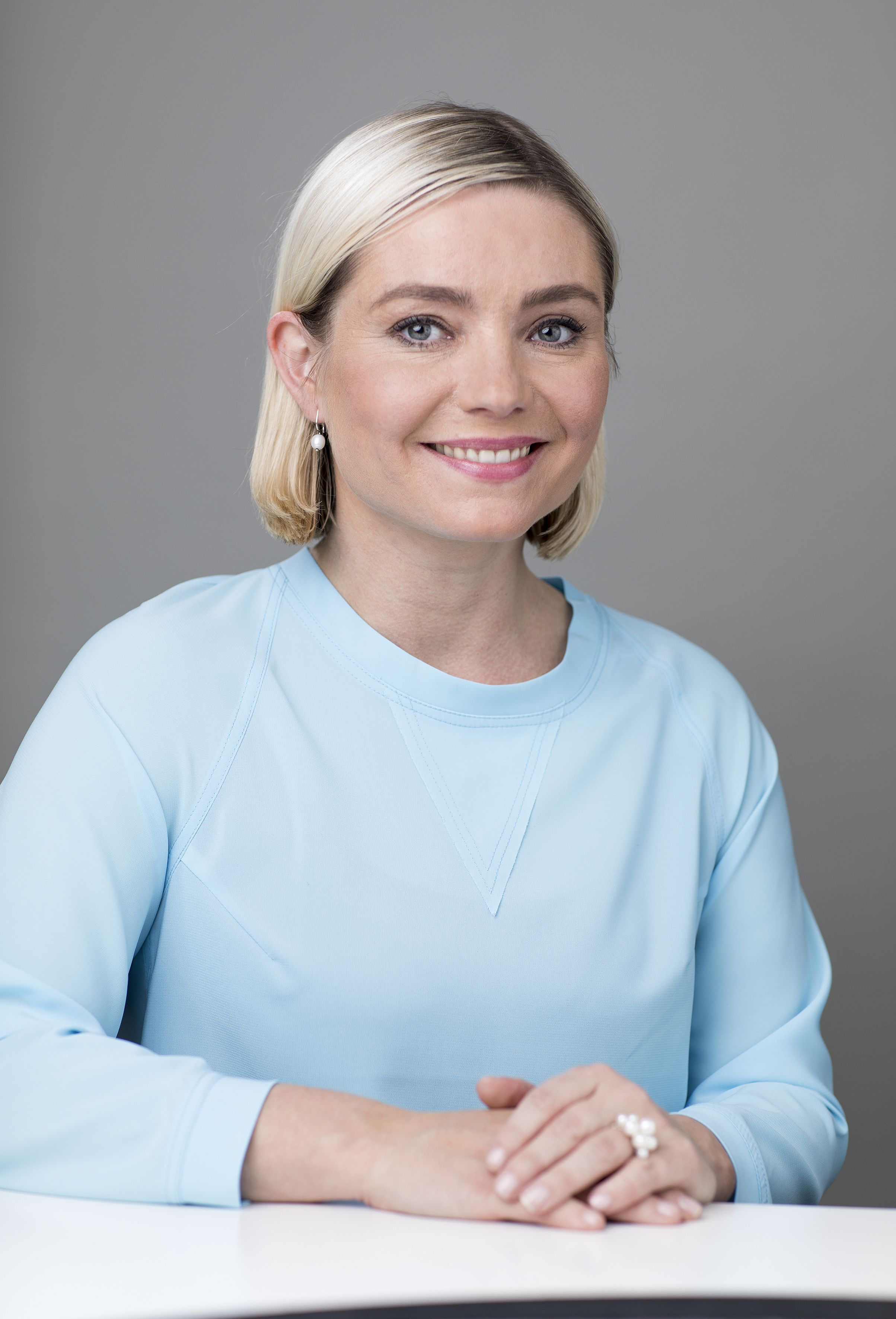
Lilja Dögg Alfreðsdóttir (2016)

Lilja Dögg Alfreðsdóttir (deutsche Transkription Lilja Dögg Alfredsdottir, * 4. Oktober 1973 in Reykjavík) ist eine isländische Volkswirtschaftlerin und Politikerin. Sie ist stellvertretende Vorsitzende der Fortschrittspartei. Vom 28. November 2021 bis zum 21. Dezember 2024 war sie Ministerin für Handel und Kultur. Zuvor war die Expertin für Außenwirtschaft Außenministerin (2016) und seit dem 30. November 2017 Ministerin für Bildung und Kultur. Dem isländischen Parlament Althing gehörte sie von 2016 bis 2024 an.

## Leben und Karriere
Lilja Dögg hat einen Master of International Affairs in internationaler Wirtschaftspolitik von der Columbia University. Sie war in verschiedenen Funktionen für die Isländische Zentralbank tätig und war wirtschaftspolitische Beraterin des vormaligen Premierministers Sigmundur Davíð Gunnlaugsson.
Im April 2016 wurde Lilja Dögg, die zu diesem Zeitpunkt kein Mitglied des isländischen Parlaments Althing war, zur Außenministerin im Kabinett Sigurður Ingi Jóhannsson ernannt. Im Oktober 2016 wurde sie zur stellvertretenden Vorsitzenden der Fortschrittspartei gewählt.
Bei der Parlamentswahl vom 29. Oktober 2016 wurde Lilja Dögg Alfreðsdóttir ins Althing gewählt. Die Fortschrittspartei war an der Regierungskoalition von Bjarni Benediktsson, die am 11. Januar 2017 eingesetzt wurde, nicht beteiligt, womit auch Lilja Dögg Alfreðsdóttir nicht mehr der Regierung angehörte. Ihr Nachfolger als Außenminister war Guðlaugur Þór Þórðarson von der Unabhängigkeitspartei. In der Koalition aus Links-Grüner Bewegung, Unabhängigkeitspartei und Fortschrittspartei, die nach der erneut vorgezogenen Parlamentswahl 2017 gebildet wurde, wurde sie Ministerin für Bildung und Kultur im Kabinett Katrín Jakobsdóttir I. Im Kabinett Katrín Jakobsdóttir II, das am 28. November 2021 als Fortführung der bestehenden Koalition gebildet wurde, wurden die Ministerien teilweise restrukturiert und umbenannt und die Ministerposten neu vergeben. Lilja Dögg Alfreðsdóttir hat dabei das neugebildete Ministerium für Handel und Kultur (ursprünglich angekündigt als Ministerium für Tourismus, Handel und Kultur) übernommen. Dieses hat sie auch nach dem Rücktritt von Katrín Jakobsdóttir 2024 im Kabinett Bjarni Benediktsson und in der Übergangsregierung nach der Wahl 2024 behalten, bis am 21. Dezember 2024 das Kabinett Kristrún Frostadóttir gebildet wurde. Zu den erneut umstrukturierten Ministerien gehört keine genaue Entsprechung ihres bisherigen Ministeriums.